# Shot Online
ShotOnline est un jeu vidéo de simulation de golf en ligne. C'est un jeu de rôle massivement multijoueur en ligne (MMORPG) en 3D. Il permet de faire évoluer votre personnage et de jouer contre d'autres adversaires en ligne.
Le jeu a commencé en 2004, il est produit par WebzenOnNet Co., Ltd. (Séoul, Corée du Sud).

## Le jeu

### Introduction
Comme pour la plupart des jeux de rôles, la première étape est de créer un personnage (ou plusieurs, mais un maximum de 3 par compte est autorisé, attention effacer un personnage prend 48h, sécurité en cas de rétractation). Il existe sept types de personnages différents. Chaque type de personnage possède sa propre apparence, ses propres accessoires et ses propres clubs de golf. Attention, une fois le club attribué à un personnage on ne peut plus changer ensuite.
Après avoir suivi un tutoriel qui explique les bases (choix du club, le swing, le putt, ...), le personnage entre alors dans le monde virtuel de ShotOnline.
- Le Square: c'est la zone commune où les joueurs se rassemblent pour interagir entre eux, se reposer (réduire leur niveau de fatigue), rencontrer les P.N.J. (personnages non jouables),
- Les parcours: des parcours de 18 trous (jouables également en 3, 6 ou 9 trous) de difficulté variée (19 parcours en aout 2010, dont 1 jouable uniquement en 3, 6, 9 trous).
- Un driving range, un putting green et d'autres zones d'entraînement.

Le gameplay est très intuitif. Un joueur peut joueur seul ou avec d'autres joueurs (maximum 4 joueurs par partie). Pour chaque trou fini, le personnage reçoit des points d'expériences (XP) et de l'argent en devise locale appelée NG. Son personnage est récompensé de plus de points d'expérience pour une partie à plusieurs. Lorsqu'un personnage a accumulé suffisamment de points d'expérience, il monte d'un niveau (level up). Lorsque celui-ci a accumulé suffisamment de NG, il peut acheter de nouveaux clubs, des balles, des vêtements, réparer son matériel (très important)...

### Le Square
Le Square est l'endroit où les échanges et les améliorations se passent dans ce jeu. Plusieurs PNJ (personnages non jouables) habitent ce monde virtuel et peuvent interagir avec les joueurs (11 PNG dans le square plus 1 PNG dans la maison de guilde) . C'est l'endroit parfait pour trouver des amis, utiliser le chat et faire du commerce avec d'autres joueurs. Beaucoup de joueurs vendent des clubs, vêtements et autres articles (notamment aux enchères ou chez Fricka). C'est l'endroit aussi où l'on peut réparer ses clubs (Clelic), chose à ne surtout pas oublier, particulièrement pour les débutants.

### La devise locale
La devise locale de ShotOnline est appelée NG (pour "Not Gold").

Les NG peuvent être gagnés en jouant des parcours de golf, en vendant des articles, en commerçant avec d'autres joueurs et même en s'entraînant. Après un tir ou en finissant un trou, dépendant de plusieurs facteurs, le personnage peut également recevoir des NG.
Quand vous avez accumulé assez de NG, vous pouvez acheter différents articles (clubs chez PNJ Salvatore, balles chez PNJ Freya, vêtements chez le PNJ Fricka, etc.) ou des green fee (droits d'entrée sur un parcours), réparer vos clubs (PNJ Cleclic) ou participer à des tournois (PNJ Baxter).

### Les niveaux
Il y a quatre types de niveaux. Au fur et à mesure des niveaux de nouvelles possibilités sont disponibles comme la possibilité de créer des guildes, utiliser d'autres clubs et d'être plus performant sur les parcours.
- Beginner (Débutant)

Conditions : Niveaux 1-20
Les + : Des XP supplémentaires sont accordés quand des joueurs débutants font le par ou mieux. Tous les golfeurs reçoivent des XP supplémentaires lorsqu'un débutant fait le par ou mieux. Les départs se font depuis les tees/aires de départ les plus proches des greens.
Les - : Pas de possibilités d'utiliser d'autres clubs que ceux pour débutants. Le commerce avec d'autres joueurs n'est pas possible ainsi que l'entrée aux enchères qui ne sont possibles qu’à partir du titre amateur.
- Amateur

Conditions : Niveaux 21 et plus
Les + : Possibilités d'utiliser de nouveaux clubs, le commerce avec d'autres joueurs devient possible. Enchères accessibles. La création de guildes n'est possible qu'au niveau 30.
Les - : Les bénéfices du niveau débutant sont perdus, les départs se font depuis les deuxièmes tees/aire de départ les plus éloignés.
- Semi-Pro

Conditions: Niveaux 41 et plus et avoir passé le test « Semi-pro »
Les + : Les joueurs Semi-Pro reçoivent 100 % de XP en bonus pour un birdie, un eagle, un albatross et un trou en un. Tous les joueurs qui jouent avec un Semi-Pro reçoivent 50 % de XP en bonus. Les parcours Abel Plena et Cadeiger, les modes Mastery et Scratch sont disponibles. Des clubs supplémentaires sont disponibles.
Les - : Les joueurs doivent passer un test Semi-Pro (qui a lieu toutes les deux semaines), payer des frais d'admission de 250 000 NG et faire un score d'au moins 68 sur le parcours de Gladsheim. Les joueurs doivent avoir un handicap d'au moins -4 sur le parcours de Gladsheim. Les départs se font depuis les tees les plus éloignés.
- Tour-Pro

Conditions: Niveaux 61 et plus, être Semi-pro depuis 3 mois et passer le test « Tour-Pro »
Les + : Les joueurs Semi-Pro reçoivent 1,2 fois plus de XP quand ils jouent avec un joueur Tour-Pro. Possibilité de faire les tournois Tour-Pro.
Les - : Les joueurs doivent passer un test Tour-Pro (qui a lieu tous les mois, le nombre de participants est limité à 200), payer des frais d'admission de 1 000 000 NG, faire un score d'au moins -12 sur les parcours Hela et Forneus et être Semi-pro depuis au moins 3 mois. Les joueurs Tour-Pro doivent refaire le test tous les trois mois pour conserver le statut de Tour-Pro.

### Pénalités et bonus
Pénalités
- Eau/Bordure d'eau/Lave: 1 coup de pénalité, la balle est placée sur la terre en face de  l'endroit où elle entrée dans la zone d'eau. La zone qui entoure l'eau est considérée aussi comme de l'eau, cependant la balle est dropée sans pénalité si elle atterrit dans cette zone.
- Hors-limites appelé O.B.: 1 coup de pénalité, la balle est replacée à l'endroit où elle a été tapée. La zone O.B. (Out of Bounds) est désignée par une herbe plus sombre, par des falaises ou par une zone clairement définie sur le parcours.
- Hors limite / Temps dépassé : si un joueur ne joue pas dans le temps qui lui est imparti, il reçoit un coup de pénalité et passe son tour. S'il ne joue pas dans le temps imparti deux fois dans le tour, le joueur est automatiquement exclu du parcours.

Bonus
- Trou en un (le "Hole in One", "H.I.O.", « Hio » que tout le monde espère) - récompense 100 000 NG: Réussir un trou en un seul coup (Trou en un sur Par 3 le plus souvent).
- Albatros - récompense 200 000 NG : réussir trois coups en dessous du par (aussi nommé ou 'double eagle').
- Chip In- Coup Long - récompense 1 000 NG : un Putt/Coup (avec Putter ou Fers) qui rentre depuis l'extérieur du green.
- Long Putt - récompense 200 NG: Un Putt qui rentre depuis une longue distance (+ de 20 yards).
- Excellent coup - récompense 200 NG: Si un clic de précision à 100 % (clic à 100 % puis à 0 % exactement) est réalisé.
- Coup précis - récompense 100 NG: Cliquer exactement à 0 % sur le 3e clic (clic de précision).
- Coup le plus long - récompense 1 000 NG: Si le coup effectué au départ dépasse votre record personnel.
- Bonus Trou terminé: Lorsqu'un trou est terminé les NG et les XP sont distribués en fonction de la combinaison des paramètres suivants: Scores et nature du trou, niveaux d'XP et résultats du personnage et des autres joueurs. Ce ne sont donc pas des valeurs constantes.

### Les Missions
L'objectif d'une mission est que tous les joueurs de la partie fassent un certain score (habituellement le Par ou mieux) sur un trou spécifique. Si tous les joueurs remplissent la mission, chacun reçoit une récompense. Les missions apparaissent de façon aléatoire et seulement pour les parties d'au moins deux joueurs. Les missions ont lieu de manière ponctuelle, normalement lors d'un événement spécial (anniversaires jeu, fêtes, jours fériés, tournoi...)

### Les Guildes
Les guildes débutantes sont limités à des fonctions basiques. À chaque XP reçus par un membre, 10 % sont transformés en Points de Guilde ou GP (Guild Points = Points de Guildes PG). Lorsque les GP ou bien PG atteignent un certain montant, la guilde monte d'une classe.
Lorsqu'une Guilde monte d'un niveau, de nouvelles fonctionnalités sont disponibles comme le fait de pouvoir recruter plus de membres...
Les classes sont classés dans cet ordre G, F, E, D, C, B, A et S (G étant la plus basse). La progression vers une classe supérieure demande un plus gros montant de GP (donc plus de temps et plus d'efforts). Dès le niveau A atteint, une Guilde peut commencer à collecter les coupons nécessaires à l'attribution des Maisons de Guilde. On peut collecter un coupon en jouant un Parcours 18 trous (cf. informations ci-dessous).
Lien vers Tableau explication Guildes Forum Officiel
Lien direct Classement Officiel Guilde S.O. France

Lien vers Maisons de Guilde 

Lien vers Guildes SO

### L'Interface de Chat
L'interface de Chat est composé de fonctions qui se trouvent dans la plupart des MMORPG.
- Chat Général - Utilisé pour parler à tous ceux présents dans le Square et en même temps.Utilisé aussi pour parler aux autres joueurs lors d'une partie.
- Chat Privé - Utilisé pour parler à un joueur particulier et en privé. Il est nécessaire de préciser le nom du joueur auquel vous voulez parler. Les messages privés peuvent être envoyés de n'importe où même si le joueur n'est pas dans la même partie que vous.
- Chat de Guilde (niveau F) - Utilisé pour parler uniquement aux membres de la guild

### Les types de jeu
- Stroke - Le format standard des parties de golf dont l'objectif est de réaliser le plus petit nombre de coups possible sur l'ensemble du parcours. Des NG et des XP sont distribués en fonction du score réalisé sur le trou et du nombre de joueurs. Dans une partie de 2 à 4, le montant des NG est basé sur le nombre de trous de la partie.

- Match (2 joueurs) - Dans ce mode les joueurs jouent pour faire le score minimum sur chaque trou. Le joueur avec le plus petit score gagne le trou et marque 1 point. La partie est finie si le joueur qui est mené ne peut plus gagner avec le nombre de trous restants. Pas de NG dans ce mode, le gagnant de la partie reçoit tout de même une récompense en fin de partie. Le gagnant du trou reçoit plus de XP que le perdant.

- Skins (2-4 joueurs) - Chaque joueur paie un montant spécifique par trou qui est mis dans un pot commun. Celui qui a le meilleur score sur le trou remporte le pot. Si deux ou plusieurs joueurs sont à égalité, la somme est reportée sur le trou suivant et devient donc plus grosse jusqu'à ce qu'un joueur remporte le pot. S'il y a égalité sur le dernier trou, le pot est partagé entre les meilleurs scores. Des XP sont distribués pour chacun mais les NG le sont seulement pour le gagnant du trou.

- Scratch (2-4 joueurs)- Mode de jeu Semi-pro qui est similaire au mode Skins. Pas de XP ni de NG par trou, mais à la fin de la partie le gagnant reçoit le montant du pari basé sur la différence de score. Par exemple, si un Joueur A bat un joueur B de 2 trous avec un pari de 1000 NG, le golfer A gagne 2000 NG.

- Four-some Match (4 joueurs) - Un des deux formats de jeu par équipe. Dans ce mode, les joueurs sont répartis en deux équipes de deux et tapent alternativement une même balle. Le score du trou est le même pour les deux joueurs de la même équipe et reçoivent des XP, cependant seul le joueur qui rentre la balle reçoit des NG. La récompense de fin de partie est partagée entre les membres de la même équipe.

- Four-ball Match (4 joueurs) - L'autre format de jeu par équipe. Ce mode de jeu est identique au mode Stroke dans lequel chaque joueur utilise sa balle. Le score de l'équipe est la somme des scores individuels de chaque membre. Les joueurs reçoivent des XP et des NG comme dans le mode Stroke. La récompense de fin de partie est partagée entre les membres de la même équipe.

- Mastery - Mode exclusivement Semi-Pro où la fonction TAB pour voir la pente sur le green n'est pas disponible. Son coût est de 1 000 000 NG plus les frais d'admission du parcours pour un parcours 18 trous. Les NG sont distribués à chaque trou et les XP sont cumulés. À la fin du parcours, les XP sont distribués avec un bonus de 30 %.

### Les tournois
Shot-online organise des tournois qui sont joués le plus souvent par niveau. Les frais d'admission pour ces tournois sont d'au moins 20 000 NG en moyenne. Des tournois saisonniers sont organisés. En plus de ces tournois d'autres tournois gratuits sont organisés de temps en temps.

## Les parcours

### Description des parcours
Shot Online offre une large variété de parcours, chacun pouvant être très stimulant et difficile à maîtriser mais vraiment agréable. Les parcours ont différents frais d'admission, des bonus variés et des XP dépendant de leur difficulté. La difficulté des parcours est comprise entre 1 et 4.5 (1 étant le plus facile).

### Les droits d'entrée ou Green Fees
Pour chaque partie jouée, le joueur doit payer un droit d'entrée sur le parcours (Green fee) qui est proportionnel à la difficulté du parcours.

## Les statistiques
Comme la plupart des MMORPG, Shot Online a un système de statistiques (stats). Les stats sont utilisées pour améliorer les capacités du personnage. Les points de stats sont gagnés à chaque changement de niveau du personnage.
Un nouveau personnage débute avec un handicap (HDCP) de 28 qui est le maximum, mais seuls les parcours de 18 trous en mode stroke permettent de le faire baisser. À la fin d'un 18 trous le nouvel HDCP est calculé en fonction du score et du HDCP de départ.
Si un parcours de 18 trous est joué, le nouvel HDCP est enregistré pour ce parcours. Un joueur possède un HDCP spécifique à chaque parcours. C'est ce HDCP qui est testé pour les tests Semi-pro.
Le handicap doit être le plus bas sur les parcours les plus faciles afin de réaliser le meilleur score possible. Les parcours conseillés pour débuter sont Alfheim et Sosori.

## Item Mall
Les utilisateurs de Shot Online peuvent acheter des articles non disponibles dans le jeu sur le site via plusieurs moyens de paiement Carte de Crédit, Moneybookers, Paypal, Paysafecard ou bien encore par virement bancaire. Par exemple un article qui multiplie le montant des XP (Mageia x2) et des NG gagnés par trou (Cyma x3), des vêtements qui augmentent les stats, Pour monter sa Guilde plus rapidement (Odlelile) etc. En plus, le site vend les clubs de plus haut niveau.

## Serveur français
En août 2008, une bêta a été lancée par Gamigo Games.
Courant octobre, la version définitive a été mise en ligne.
Début août 2009, le serveur francophone compte 30 000 inscriptions.
Mais le 26 Mai 2021 GameCampus annonce la fermeture officielle des serveurs Français.